# 絶対†女王政
『絶対†女王政』（ぜったいじょおうせい）は、鳴見なるによる日本の漫画作品。『月刊ガンガンJOKER』（スクウェア・エニックス）2010年2月号から2011年1月号まで連載。

## あらすじ
中学の時に生徒会長を振ったのが原因で全校の女子から誹謗中傷に晒され、女性アレルギーになってしまった佐藤悠馬はシスターである姉・美羽流の計らいで新年度から男女共学となった元お嬢様学校・聖メイアン学園高等部に入学することになった。男子は新入生のみで男女比1対9の聖メイアン学園への通学は悠馬にとっては苦痛そのものであったが、入学式当日に校内で誰も逆らえない絶対的権限を有する「女王」に就任したばかりの有栖川シアから全校生徒の前で女王付秘書官に指名されてしまう。

## 登場人物
佐藤悠馬（さとう ゆうま）
主人公。聖メイアン学園高等部1年蒼組。中学の時に生徒会長の告白を袖にしたことで不興を買い、全校の女子から全く根拠の無い誹謗中傷に晒されたことで女性、特に美少女に対するアレルギーを抱えている。にも関わらず、姉・美羽流の計らいで元お嬢様学校の聖メイアン高等部へ入学することになってしまったばかりでなく、新年度最初の全校集会で「女王」有栖川シアから一方的に女王付秘書官への就任を命じられる。
有栖川シア（ありすがわ シア）
新年度から聖メイアン学園の「女王」に就任した高等部1年生。中等部在籍時は病欠が多かったものの成績は常に学年トップを維持し、高等部への昇級と同時に「女王」に指名された。そして「女王」就任後最初の全校集会で学園内の恋愛禁止を定めた校則の廃止を宣言すると共に、悠馬に女王付秘書官への就任を命じる。
大咲秋羅（おおさき あきら）
シアの腹心として常に付き従っている長身の女生徒。
霧島玲緒奈（きりしま れおな）
生徒会に相当する公選制組織・近衛会の副会長。当初、シアの女王付秘書官に本命視されていた。新年度からの共学化に伴う風紀の乱れを懸念している。
佐藤美羽流（さとう みはる）
悠馬の姉。聖メイアン学園の設置主体である修道会に所属するシスターで、学園内の教会に務めている。ブラコン君で、弟に女性アレルギーを克服させるべく「ショック療法」と称して新年度より共学化された聖メイアン高等部に入学させる。
シアとはかねてから交友が深く、シアが敬愛の念を公にする数少ない相手でもある。

## 書誌情報
- 鳴見なる 『絶対†女王政』 スクウェア・エニックス〈ガンガンコミックスJOKER〉、全2巻
  1. 2010年7月22日初版発行（同日発売）、ISBN 978-4-7575-2942-7
  2. 2011年6月22日初版発行（同日発売）、ISBN 978-4-7575-3258-8